# Шкода ењак
Шкода ењак (чеш. Škoda Enyaq) електрични је кросовер који је у развоју, чешког произвођача аутомобила Шкода.

## Концепти
Концепт возило Vision E је представљено на сајму аутомобила у Шангају 2017. године. Vision E има погон на сва четири точка, два електрична мотора са комбинованом снагом од 225 kW (302 КС), и могућност аутономије од три нивоа и домет од 500 km (310 mi).
Vision iV је следећи развој возила, представљен марта 2019. године и последња фаза пре серијске производње. Спољашњи изглед Vision iV концепта је 92-95 одсто идентичан са новом производном верзијом. Има батерију од 83 kWh, домет према WLTP од 500 км и излазну снагу од 225 kW (302 КС). Концепт је дугачак 4.655 мм, широк 1.926 мм, висок 1.603 мм, користи точкове од 22 инча и има запремину пртљажника од 550 литара .

## Назив
Назив производног модела Enyaq је објављено фебруара 2020. године. Назив Шкодиног електричног модела потиче од ирске речи „enya” што значи „извор живота”. Сам назив „enya” води порекло од галске речи „Eithne” што значи „смисао”, „дух” или „суштина”. Са првим електричним кросовер моделом, Шкода представља нову номенклатуру која комбинује слово „Е” које представља електромобилност и „Q” које је карактеристично за Шкодину кросовер породицу.

## Производни модел
Ењак је први Шкодин модел који има искључиво електрични погон. Ењак је заснован на Фолксвагеновој MEB механичкој платформи намењено моделима на електрични погон. Производиће се од краја 2020. године у погонима Шкоде, у Младој Болеслави, у Чешкој за европско тржиште, а касније и у Кини.
Ењак је комфоран кросовер дужине 4.648 мм, ширине 1.877 мм и висине 1.618 мм, док је међуосовинско растојање аутомобила 2.765 мм. Осим великог простора у путничкој кабини, ењак располаже и са великим пртљажником који у основној конфигурацији има 585 литара. Поред погона на сва четири точка, након 30 година Шкодин модел добија и погон на задњим точковима.
На располагању су пет различитих варијанти перформанси (три са погоном на задњим точковима и две са погоном на све точкове) и три опције погонских батерија. Основна има батерију капацитета 55 kWh и аутономију у вожњи до 340 км, према WLTP стандарду. Ова верзија има задњи погон, а електромотор снаге 109 kW (146 КС) је постављен изнад задње осовине. Средња варијанта електричног кросовера је опремљена батеријом од 62 kWh, што ће бити довољно да се пређе и до 390 км. Електромотор од 132 kW (177 КС) такође се налази позади и покреће задњу осовину возила. Највећу аутономију међу верзијама са задњим погоном има батерија капацитета 82 kWh. Овај ењак је у стању да пређе чак 500 км, а покреће га задњи електромотор од 150 kW (200 КС).
Верзија са погоном на сва четири точка поседује два електромотора. Један се налазити напред и покреће предњу осовину, а други позади. У понуди је верзија са 195 kW (261 КС), као и још моћнији модел укупне комбиноване снаге од 225 kW (302 КС). Јачи носити ознаку „RS” и у стању је да убрза из места до стотке за 6,2 секунде, док максимална брзина износити 180 km/h. Обе варијанте са погоном на сва четири точка могу да пређу 460 км са пуним батеријама.
Могу да се пуне на кућној утичници снаге 2,3 kW или специјалним доплатним пуњачима снаге до 11 kW, које се могу инсталирати у гаражи. Ењак је конструисан тако да може да се пуни и на супербрзим пуњачима од 125 kW, а у том случају батерија се може допунити од 10 до 80 одсто капацитета за свега 40 минута.